# Domaš
Domaš (mađ. Ipolydamásd) je pogranično podunavsko selo na samom sjeveru na polovištu Mađarske, sjeverozapadno od Dunavskog zavoja, južno od nacionalnog parka Dunav-Ipoly, nekoliko kilometara sjeverno od obale Dunava, uz istočnu obalu rijeke Ipel'a. Damiški je hrvatski toponim zabilježio Živko Mandić u podunavskom selu Senandriji.

## Upravna organizacija
Upravno pripada szobskoj mikroregiji u Peštanskoj županiji, a nekad je pripadalo Komoransko-ostrogonskoj županiji. Poštanski je broj 2631.

## Stanovništvo
U Domašu je prema popisu 2001. živjelo 387 Domašanina i Domašanka, većinom Mađara te nešto Slovaka.

## Vanjske poveznice
- Službene stranice